# Riki Sorsa

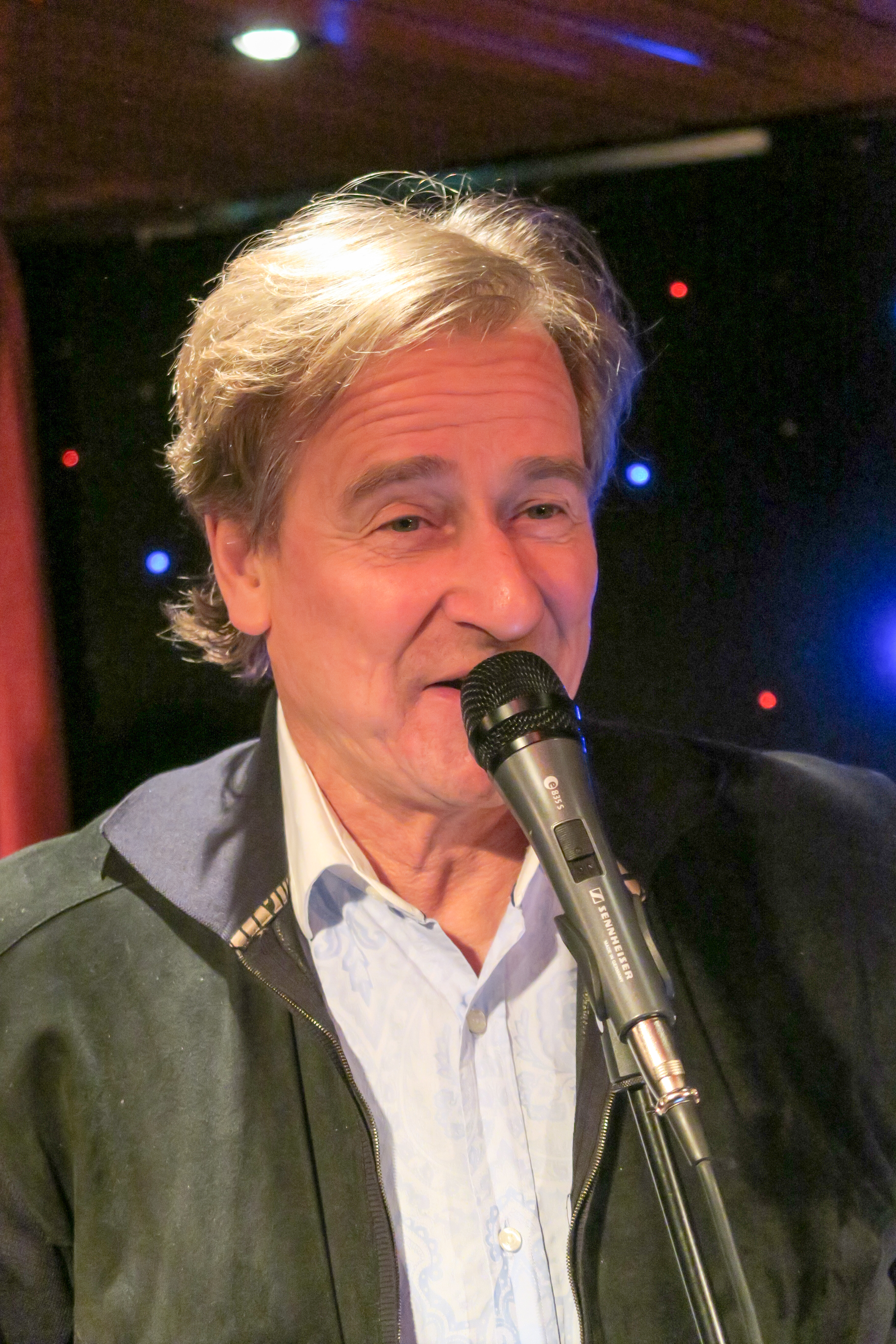
Riki Sorsa

Riki Sorsa (Helsinki, 26 december 1952 – aldaar, 10 mei 2016) was een Finse zanger van populair repertoire.

## Loopbaan
Sorsa vertegenwoordigde Finland op het Eurovisiesongfestival 1981 met het lied Reggae OK. Hij eindigde als zestiende. In Scandinavische landen werd het lied een hit. Hij nam nadien nog drie keer deel aan de nationale preselectie, maar won deze niet.
Sorsa bracht zestien albums uit.
In 2006 werd bij hem kanker vastgesteld. Hij overleed in 2016 op 63-jarige leeftijd.
1961: Laila Kinnunen · 
1962: Marion Rung · 
1963: Laila Halme · 
1964: Lasse Mårtenson · 
1965: Viktor Klimenko · 
1966: Ann-Christine Nyström · 
1967: Fredi · 
1968: Kristina Hautala · 
1969: Jarkko & Laura · 
1971: Markku Aro & Koivistolaiset · 
1972: Päivi Paunu & Kim Floor · 
1973: Marion Rung · 
1974: Carita · 
1975: Pihasoittajat · 
1976: Fredi & The Friends · 
1977: Monica Aspelund · 
1978: Seija Simola · 
1979: Katri Helena · 
1980: Vesa-Matti Loiri · 
1981: Riki Sorsa · 
1982: Kojo · 
1983: Ami Aspelund · 
1984: Kirka · 
1985: Sonja Lumme · 
1986: Kari Kuivalainen · 
1987: Vicky Rosti & Boulevard · 
1988: Boulevard · 
1989: Anneli Saaristo · 
1990: Beat · 
1991: Kaija · 
1992: Pave · 
1993: Katri Helena · 
1994: CatCat · 
1996: Jasmine · 
1998: Edea · 
2000: Nina Åström · 
2002: Laura · 
2004: Jari Sillanpää · 
2005: Geir Rönning · 
2006: Lordi · 
2007: Hanna Pakarinen · 
2008: Teräsbetoni · 
2009: Waldo's People · 
2010: Kuunkuiskaajat · 
2011: Paradise Oskar · 
2012: Pernilla Karlsson · 
2013: Krista Siegfrids · 
2014: Softengine · 
2015: Pertti Kurikan Nimipäivät · 
2016: Sandhja · 
2017: Norma John · 
2018: Saara Aalto · 
2019: Darude feat. Sebastian Rejman · 
2021: Blind Channel · 
2022: The Rasmus · 
2023: Käärijä · 
2024: Windows95Man ·
2025: Erika Vikman
- Bibsys: 3108411
- International Standard Name Identifier: 0000 0000 5156 6478
- Library of Congress Control Number: no2008185098
- MusicBrainz: 9b8b9a7a-57ee-418f-a924-2b4091300983
- Virtual International Authority File: 116149294394080522539